# Isshū Nagata
Isshū Nagata (永田 一脩, Nagata Isshū, 1903-1988) est un photographe japonais.